# Dusit-Palast

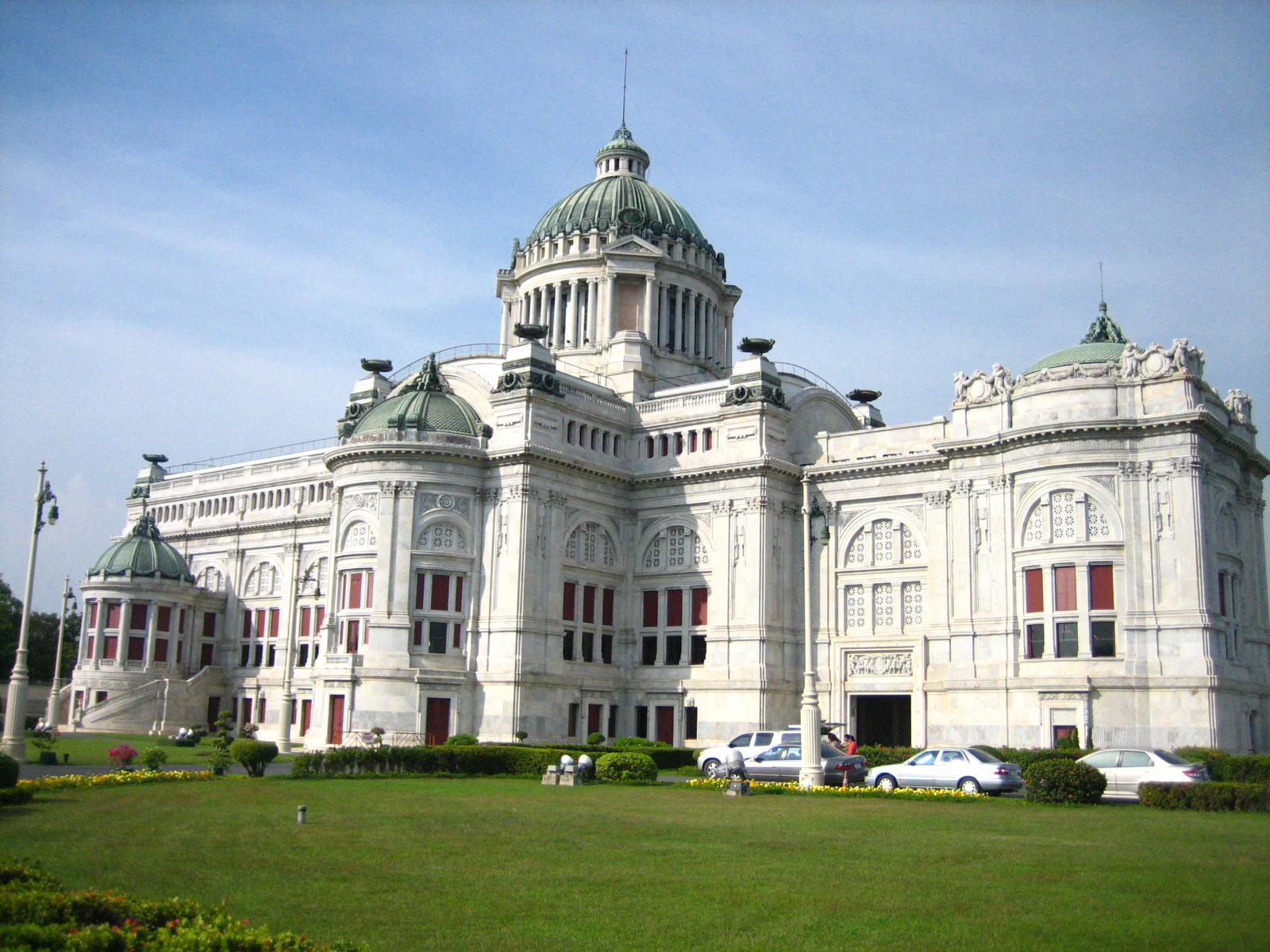
Anantasamakhom-Thronhalle, Teil des Dusit-Palastensembles

Der Dusit-Palast (Thai: พระราชวังดุสิต, RTGS: Phra Ratchawang Dusit) ist ein Ensemble von verschiedenen Palastgebäuden im Bangkoker Stadtteil Dusit in Thailand.
Er wurde Anfang des 20. Jahrhunderts von König Chulalongkorn (Rama V.) als Alternative zum Großen Palast in der Altstadt (Phra Nakhon) angelegt.

## Geschichte
Im Inneren Bereich des Großen Palasts wurden bis zur Regierungszeit von König Chulalongkorn sehr viele Gebäude gebaut, sodass das Gebiet in den Sommertagen unerträglich heiß wurde, denn es fehlte an Luftzirkulation. Da es der König liebte, lange Spaziergänge außerhalb von Bangkok zu unternehmen, fühlte er sich zunehmend unwohl, wenn er den Sommer im Großen Palast verbrachte. Als er 1897 von seiner Europareise zurückgekehrt war, wo er großzügig angelegte Gärten der europäischen Königshäuser besichtigt hatte, beschloss er, ebenfalls einen Gartenpalast am Rand Bangkoks, nicht weit entfernt vom Stadtzentrum zu erbauen.
Aus seiner königliche Privatschatulle kaufte er mehrere zusammenhängende Grundstücke Ackerland und Obstgärten im Gebiet zwischen Khlong Phadung Krung Kasem und Khlong Sam Sen. Er nannte das Gebiet Suan Dusit (สวนดุสิต, „Himmlischer Garten“). Am 16. Februar 1898 weihte er das neue Palastgelände feierlich ein, indem er einige Bäume fällte. In den folgenden Monaten wurden Kanäle gegraben, Brücken und Straßen gebaut und Gärten angelegt. Einige provisorische Holzhäuser wurden für die Königliche Familie errichtet, und in einer feierlichen Zeremonie am 1. März 1899 nahm der König seine Residenz im „Dusit-Palast“ (วังสวนดุสิต, Wang Suan Dusit) ein.
König Chulalongkorn versetzte am 1. Dezember 1899 den deutschen Architekten C. Sandreczki vom Bauministerium zum Schatzministerium, welchem die Konstruktion der neuen Palastgebäude unterlag. Herr Sandreczki war bereits beim Bau mehrerer Gebäude im Großen Palast verantwortlich, er sollte nun zusammen mit Prinz Naris, dem Minister des Hofstaates, die weiteren Baumaßnahmen überwachen. Weitere ausländische Architekten wurden verpflichtet, darunter Dalvatore und Da Silva aus Italien. 1890 begann dann die Konstruktion der permanenten Gebäude.
Bald war auch ein Prachtboulevard angelegt, der den Großen Palast und den Dusit-Palast verbindet: die Thanon Ratchadamnoen („Königlicher Prozessionsweg“). Sie ist in drei Abschnitte gegliedert: einen vom Großen Palast nach Dusit hin gesehen inneren (Thanon Ratchadamnoen Nai), einen mittleren (Thanon Ratchadamnoen Klang) und einen äußeren (Thanon Ratchadamnoen Nok). Der Thanon Ratchadamnoen Nai verbindet mit einer Länge von 525 und einer Breite von 28 Metern den Großen Palast mit der Phanphiphop-Lila-Brücke (สะพานผ่านพิภพลีลา) über den Khlong Lod. Der Thanon Ratchadamnoen Klang führt dann in einer Länge von 1200 und einer Breite von 58 Metern von der Phanphiphop-Lila-Brücke bis zur Phanfa-Lilat-Brücke (สะพานผ่านฟ้าลีลาศ) über den Khlong Phadung Krung Kasem. Der Thanon Ratchadamnoen Nok schließlich, das mit 1475 Metern längste Teilstück, ist ebenfalls 58 Meter breit. Er führt von der Phanfa-Lilat-Brücke bis zum Royal Plaza, einem großzügigen, rechteckigen Platz vor der Anantasamakhom-Thronhalle.
König Vajiravudh (Rama VI.) erkannte die Bedeutung des Dusit-Palastes und gab ihm im Jahr 1916 den Namen Phra Ratchawang Dusit. Dieser Name wird noch heute benutzt.

## Anlage

Übersichtskarte über die Anlage

Wie auch andere Königliche Paläste in Siam ist der Dusit-Palast in drei Bereiche eingeteilt: den äußeren, den mittleren und den inneren Bereich. Während die Bereiche im Großen Palast noch klar durch Mauern abgetrennt waren, wurde hier Landschaftsarchitektur verwendet: die einzelnen Bereiche werden durch kleinere oder breitere Kanäle (Khlong) unterteilt. Diese Kanäle, der Khlong Mengseng, der Khlong Lamnak, der Khlong Rang Ngoen, der Khlong Khab Phaen Krachok und der Khlong Rom Maihong, waren wie ein Straßennetz, das die Gärten mit den Residenzen der Damen verband. Alle Kanäle münden in den größten Kanal, den Khlong Ang Yok, der die Grenze zwischen der Amphon-Sathan-Thronhalle, in der der König residierte, und der Wimanmek-Thronhalle, der Residenz der Hofdamen. Eine Brücke den Khlong Ang Yok verband die Wimanmek-Thronhalle mit der Ruen-Ton-Residenz, die aus mehreren einfachen Holzhäusern in traditionellem Thai-Stil bestand. Es gab auch Verbindungsstraßen zwischen den Bereichen, diese führten jedoch durch „Äußere“ und „Innere Tore“.

## Sehenswürdigkeiten

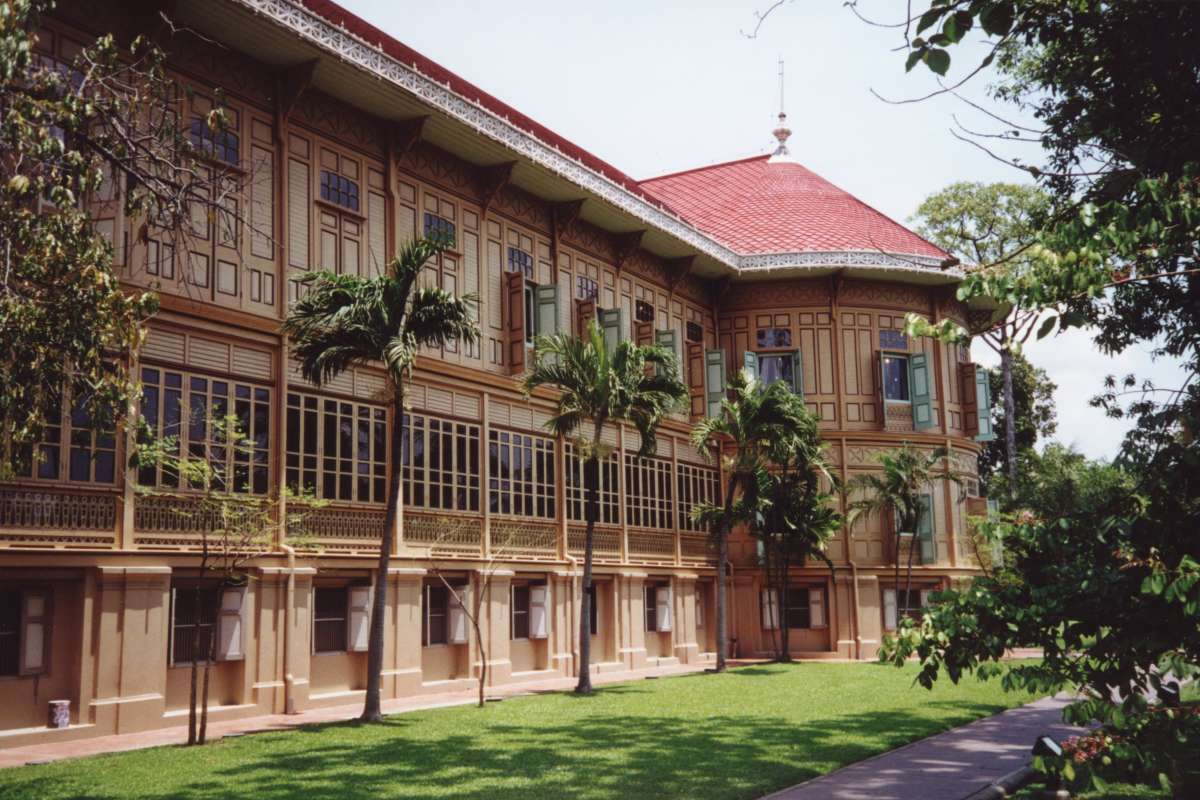
Wimanmek-Palast

- Phra Thi Nang Wimanmek (Thai: พระที่นั่งวิมานเมฆ, Deutsch: Wimanmek-Palast, Englisch auch: Vimanmek Teak Mansion)
- Phra Thi Nang Anantasamakhom (พระที่นั่งอนันตสมาคม, Anantasamakhom-Thronhalle)
- Phra Thi Nang Aphisek Dusit (พระที่นั่งอภิเศกดุสิต, Aphisek-Dusit-Thronhalle) – heute SUPPORT-Museum
- Phra Thi Nang Amphon Sathan (พระที่นั่งอัมพรสถาน, Amphon-Sathan-Thronhalle)
- Phra Thi Nang Udonphak (Udonphak-Thronhalle)
- Ruen Ton – Ensemble von Holzhäusern in traditionellem Thai-Stil, in denen König Chulalongkorn seine Mußestunden zu verbringen pflegte
- Nationalmuseum der Königlichen Weißen Elefanten – zwei Häuser, in denen ursprünglich die weißen Elefanten des Königs im Großen Palast untergebracht waren, gibt es neben einem lebensgroßen Modell eines weißen Elefanten zahlreiche Fotos und Kultgegenstände sowie Stoßzähne von verstorbenen Elefanten. Alle Beschreibungen sind in thailändischer Schrift.
- Weitere Gebäude, heute als Museen genutzt:
  - Suan-Hong-Residenz (พระตำหนักสวนหงส์) – Museum der traditionellen königlichen Zeremonien
  - Residenz des Prinzen Woraset Tha-suda (ตำหนักพระเจ้าบรมวงศ์เธอ กรมหลวงวรเสรฐสุดา) – Museum für Ban-Chiang-Gefäße
  - Königin-Dararasmi-Residenz (auch: Suan Farang Kangsai, ตำหนักสวนฝรั่งกังไส) – König Chulalongkorns Gemäldesammlung
  - Residenz der Prinzessin Orathai Thep-kanya (ตำหนักพระเจ้าบรมวงศ์เธอ พระองค์เจ้าอรไทยเทพกัญญา) – Textil-Museum
  - Residenz der Prinzessin Puang Soi Sa-ang (ตำหนักพระเจ้าบรมวงศ์เธอ พระองค์เจ้าพวงสร้อยสอางค์) – Uhren-Museum
  - Residenz der Prinzessin Arun-wadi (ตำหนักพระเจ้าบรมวงศ์เธอ พระองค์เจ้าอรุณวดี) – König Bhumibols Fotografien
  - Residenz der Prinzessin Bussaban Bua-phan (ตำหนักพระเจ้าบรมวงศ์เธอ พระองค์เจ้าบุษบันบัวผัน) – König Bhumibols Fotografien
  - Vier-Jahreszeiten-Residenz (พระตำหนักสวนสี่ฤดู) – Geschenke zu König Bhumibols 60. Thronjubiläum
  - Suan-Bua-Residenz (พระตำหนักสวนบัว) – Geschenke zu König Bhumibols 60. Thronjubiläum
  - Ho-Residenz (ตำหนักหอ) – Hausrat von Königin Rambhaibani
  - Suan Bua Pleo (ตำหนักสวนบัวเปลว)